# Поповы (Оренбургские)
Поповы — казачий и дворянский род станицы Воздвиженской Первого (Оренбургского) военного отдела Оренбургского казачьего войска. 

## Известные представители
- Попов, Петр Григорьевич (01.07.1863-?) —  из пос. Черкасского ст. Воздвиженской 1-го ВО ОКВ. Войсковой старшина[1]. Участник РЯВ. В Первую мировую войну командир 20 особой Оренбургской Казачьей Сотни (1914-1917). Делегат чрезв. ВК ОКВ (09-10.1917), член комиссии по продовольствию. Депутат 3-го чрезв. ВК ОКВ (Оренбург, 09-10.1918) от ст. Черкасской. Уволен от службы войсквым старшиной с мундиром и пенсией (ПВПиВГК 17.09.1919).
  - Попов, Борис Петрович (25.04.1894-?) — сын отставного есаула 1-го ВО ОКВ Попова, Петра Григорьевича. Окончил ОНКК и НКУ по 1 р. Хорунжий (с 06.08.1913 со ст. с 06.08.1912). Участник Первой мировой войны. Службыл в 4 ОКП (с 06.08.1913), в 11 ОКП (с 18.07.1914). Пропал без вести в бою 01.02.1915 у деревни Ясень в австрийских Карпатах[2].